# Cosmovalgus conradti
Cosmovalgus conradti är en skalbaggsart som beskrevs av Hermann Julius Kolbe 1897. Cosmovalgus conradti ingår i släktet Cosmovalgus och familjen Cetoniidae. Inga underarter finns listade i Catalogue of Life.